# Pierre Menu
Pierre Menu (1896-1919) Compositor francés muy poco conocido. Fue muy amigo de Arthur Honegger, y Albert Roussel le citó alguna vez como posible integrante de Les Six.
Pierre Menu es un compositor muy poco conocido, dada su prematura muerte a los 23 años. No solo por el misterio que a menudo transmiten quienes desaparecen jóvenes, sino por expresarse con una autoridad impropia a su edad —edad en que la mayoría aún está completando su aprendizaje— Pierre Menu daba la impresión de haberse encontrado ya a sí mismo, y no deja de sorprender por la madurez de su carácter y su arte. 
En cinco años, de 1914 a 1919, escribe, con toda la angustia y revuelo de la guerra, una serie de obras que, consideradas cada una aisladamente, le serían suficientes para su reconocimiento: pero que, todas juntos, le señalan como tocado por la indefinible marca del genio. Destacan por su originalidad, por su prodigiosa maestría técnica, por la fuerza rítmica y la rica armonía, por la extraordinaria expresividad de quienes vibran con la vida y, por encima de todo, por su ternura y humanidad.
Sus obras más conocida son: una Sonatine para cuarteto de cuerdas (1920), una Fantasie dans l'ambance espagnole, para arpa y orquesta y un Quatour avec piano.
- Datos: Q6075559